# الوحدة 777 (مصر)
الوحدة 777 قتال هي وحدة عسكرية لمكافحة الإرهاب في القوات المسلحة المصرية. تم إنشاؤها في 1978 من قبل اللواء أحمد رجائي عطية. سبب إنشاء الوحدة هو عدم إتمام مهمة قوات الصاعقة في عملية لارانكا لأنها لا تتناسب مع إمكانياتها في هذا التوقيت، وترجع الأسباب لذلك بسبب قيام الرئيس الراحل السادات بدفع قوات الصاعقة لدولة قبرص دون الحصول على إذن مسبق منها مما دفع القوات المسلحة القبرصية بالاشتباك بكامل قوتها وأسلحتها الثقيلة مع قوات الصاعقة المصرية. في العام 1985 جاء أداء الوحدة فعالا في عملية تحرير رهائن كانوا على متن طائرة ركاب تابعة لمصر للطيران في مالطا حيث أخطأ مندوبين شركة مصر للطيران في إعطاء خرائط للطائرة الفعلية التي سيتم تحريرها فعلى الأوراق كان خلف منافذ الطوارئ لا يوجد أي مقاعد أما فالواقع كانت قد وضعت الشركة مجموعة من المقاعد الإضافية خلف تلك الأبواب فعندما فجرت قوات الوحدة أبواب الطوارئ بمتفجرات شديدة أدى إلى مقتل 20 راكباً في الحال وبعد تمكن القوات المنفذة من الدخول إلى الطائرة حدث تبادل لإطلاق النار نتج عنه مقتل الارهابيين. وفي أثناء هذه الفوضى تمكن بعض من الركاب الهروب من الطائرة ليلقوا حتفهم على أيدي القناصة المصريين الذين ظنو أنهم بعض ارهابيون يحاولون الفرار. يقال أن الوحدة نفذت مهمة ناجحة في حيفا، حيث احتجزت إسرائيل سفينة مصرية اشتبهت في كونها تحمل أسلحة ومساعدات للمقاومين الفلسطينيين. تلقت الوحدة 777 تدريبات مشتركة مع قوة دلتا التابعة للقوات الخاصة الأمريكية. لا يوجد معلومات عن عدد أفراد الوحدة أو اعمارهم أو هوياتهم، يقع مقرها بالقرب من القاهرة. وتوكل إلى الوحدة أيضا مهمات حماية رئيس مصر في زياراته خارج البلاد.

## قبرص
تمت الإغارة على مطار لارناكا الدولي في قبرص، في 29 فبراير 1978 أي قبل إنشاء الوحدة حيث تدخلت قوات من الصاعقة المصرية لتحرير رهائن مصريين وعرب تم احتجازهم من قبل أعضاء في منظمة التحرير الفلسطينية. فشلت المهمة فشلا ذريعا لأسباب عدة، حيث لم تخبر وزارة الدفاع المصرية السلطات القبرصية بقواتها التي أدخلتها إلى البلاد بدون إذن؛ وعليه اشتبكت قوات الأمن القبرصية في المطار مع أعضاء الوحدة المصرية لمدة 80 دقيقة، توفي في هذه العملية 15 فردا من أفراد الوحدة.
العملية تمت بؤامر مباشرة من الرئيس السادات بالرغم من أعتراض اللواء نبيل شكري عليها ليس بسبب عدم جاهزيه الوحدة ولكن بسبب عدم موافقه الحكومة القبرصيه على هبوط طائرتى القوات المصرية وتهديدها بضربهما حال هبوطهما
اللواء نبيل شكري نقل تلك المعلومات للقيادة أثناء طيرانه فوق البحر. الرئيس السادات قال له بالحرف الواحد: «أنا ح أعلمك شغلك يا حضرة الضابط..... نفذ الأوامر» هبطت الطائرة الأولى وعلى متنها اللواء نبيل شكري ليتم ضربها على الممر بدانه مدفع دبابه فقتل طاقمها وبعض رجال الصاعقة على الفور وتم أسر اللواء نبيل شكرى ومن معه بدون أن يطلقوا طلقة رصاص واحدة
السادات قطع العلاقات مع قبرص وأعترف بحكومه قبرص الشمالية وتم تعيين اللواء نبيل شكري مديرا الكلية الحربية (مصر) بعدها لمراضاته وفي عام 1981 تلقت الوحدة أولى تدريباتها على يد قوات أمريكية متخصصة لكن فيما يبدو أن الوحدة لم تكن مستعدة بعد للدخول في عملية حقيقة.
يقال أن الوحدة نفذت مهمة ناجحة في حيفا، حيث احتجزت إسرائيل سفينة مصرية اشتبهت في كونها تحمل أسلحة ومساعدات للمقاومين الفلسطينيين.

## الوضع الحالي
الوحدة يفوق عدد أفرادها حالياً 300 فرد، ويقع مقرها في جنوب القاهرة وهي مزودة بمروحيات ميل مى-8. الوحدة تتدرب مع عدد من الوحدات الخاصة الغربية، ومنهم القوة دلتا بالجيش الأمريكي وغواصي البحرية الأمريكية .والقوة
GIGN التابعة للدرك الوطنى الفرنسى وربما من GSG-9 الألمانية أيضاً.

## اقرأ أيضا
- الغارة المصرية على مطار لارنكا الدولي
- الوحدة 333
- الوحدة 999
- القوات المسلحة المصرية
- حاتم صابر
- الامن المركزى